# Acqui egyházmegye
Az Acqui egyházmegye (Dioecesis Aquensis) a római katolikus egyház egyik egyházmegyéje Olaszországban. A Torinói főegyházmegye szuffragáns egyházmegyéje. Püspöki széke Acqui Terme városában található. Jelenlegi püspöke a 2018-ban kinevezett Luigi Testore.

## Története
Az egyházmegye a 4. században jött létre, majd területéből 1175-ben leválasztották az ekkor létrehozott Alessaindriai egyházmegye területét. 
2018-as adatok alapján az egyházmegye területén 145.270 katolikus élt, az a lakosság 95,7%-a. Az egyházmegyében 91 egyházmegyés, valamint 18 szerzetespap, 3 fő pappá nem szentelt szerzetes szolgált, diakónusok száma 18 volt, valamint 200 szerzetesnővér szolgált az egyházmegye területén.

## Püspökök

### Korai időszak
A korszak püspökei között van bizonytalanság, sok esetben nem ismerjük a szolgálatuk idejét, valamint hiátusok is mutathatóak ki.
- Majorinus (Majorianus)
- Deusdedit

- Ditarius (c. 488)
- Valentinus (c. 680)
- Odelbertus (c. 844)

- Raganus (c. 864)
- Bado (Bodone) (c. 875. - 891. előtt)
- Thedaldus (Sedaldus)
- Dodo (Dodone)

- Restaldus (c. 936)
- Adalgisus (c. 945, c. 952)
- Gotofredus (c. 968)
- Benedictus (c. 978)
- Arnaldus (c. 978–989)
- Primus (c. 989–1018)
- Brunengus (c. 1022)
- Dudo (Dudone) (c. 1024–1033)
- Guido (1034–1070)
- Alberto (c. 1073–1079)
- Azzo (Azone) (c. 1098–c. 1122)

- Uberto (c. 1136–c. 1148)
- Enrico (c. 1149)
- Guglielmo (c. 1164)
- Galdino (c. 1167–c. 1176)
- Uberto (1177–1181)
- Ugo (1183–1213)
- Anselmo (1215–1226 után)
- Otto (Ottone) (1231 körül –1238)
- Giacomo (1239)
- Guglielmo (1239–1251)
- Alberto de Incisa (1251)
- Enrico (1252–1258)
- Alberto Sivoleto(1258–c. 1270)
- Baudicius (c. 1271–c. 1277)

- Olgerio (1283–1304) választott püspök

### 1300–1600
- Oddonus (1305–c. 1340)
- Ottobono (c. 1340–1342)
- Guido de Ancisa (1342–1373)
- Jacobus (Jacobinus) (1373)
- Franciscus (1373–1380)
- Conradus Malaspina, O.Min. (1380–c.1382?) (avignoni engedelmesség)
- Enrico Scarampi (1383–1403) (római engedelmesség)
  - Beroaldus (c. 1382) (római engedelmesség)
  - Valentinus (c. 1388) (római engedelmesség)
- Bonifacio de Corgnato, O.Min. (1403–1408) (római engedelmesség)
- Percival de Sismondi (1408–1423) (római engedelmesség)
- Matteo Giselberti (1423–1427)
- Bonifacio de Sismondi (1427–1450)
- Thomas de Regibus (1450–1483)
- Constantinus Marenchi (1484–1498)
- Ludovico (Enrico) Bruni (1499–1508)
- Dominicus Schelinus de Filonariis (1508–1533?)
- Cardinal Giovanni Vincenzo Carafa bíboros (1533?–1534)
- Pierre van der Vorst (1534–1549)

- Bonaventura Fauni-Pio, O.F.M.Conv. (1549–1558 nyugalmazott)
- Pietro Fauno Costacciaro (1558–1585 nyugalmazott)
- Gian Francesco Biandrate di San Giorgio Aldobrandini (1585–1598 nyugalmazott)

### 1600–1800
- Camillo Beccio, O.S.A. (1598–1620)
- Gregorius Pedrocca, O.F.M. (1620–1632)
- Felix Crocca, O.F.M. Conv. (1632–1645 elhunyt)
- Giovanni Ambrogio Bicuti (1647–1675)
- Carlo Antonio Gozzani (1675–1721)
- Giovanni Battista Rovero (Rotario da Pralormo) (1727–1744.)
- Alessio Ignazio Marucchi (1744–1754,. elhunyt)
- Carlo Giuseppe Capra (1755–1772., elhunyt)
- Giuseppe Maria Corte (1773–1783.)
- Carlo Luigi Buronzo del Signore (1784–1791.)
- Giacinto della Torre, O.E.S.A.

### 1800 óta
- Maurice-Jean-Madeleine de Broglie (1805–1807.)
- Luigi Antonio Arrighi de Casanova (1807–1809.)
- Széküresedés (1809–1817.)
- Carlo Giuseppe Maria Sappa de Milanes (1817–1834.}

- Modesto (Luigi Eugenio) Contratto, O.F.M.Cap. (1836–1867.)
- Széküresedés (1867–1871.)

- Giuseppe Maria Sciandra (1871–1888.)
- Giuseppe Marello, O.S.I. (1889–1895.)
- Pietro Balestra, O.F.M. Conv.
- Disma Marchese (1901–1925., elhunyt)
- Lorenzo Del Ponte (1926–1942., elhunyt)
- Giuseppe Dell'Omo (1943–1976., nyugalmazott)
- Giuseppe Moizo (1976–1979., elhunyt)
- Livio Maritano (1979–2000., nyugalmazott)
- Pier Giorgio Micchiardi (2000–2018., nyugalmazott)
- Luigi Testore (2018–)

### Az egyházmegyében jelenleg szolgálatot teljesítő püspökök
| Fénykép | Név, beosztás                                     | Születési helye, ideje                          | Kinevezés dátuma                                                        |
| ------- | ------------------------------------------------- | ----------------------------------------------- | ----------------------------------------------------------------------- |
|         | Luigi Testore acqui püspök                        | Costigliole d’Asti, 1952. április 30. (72 éves) | püspökké szentelve: 2018. január 19., beiktatva: 2018. március 11.      |
|         | Pier Giorgio Micchiardi nyugalmazott acqui püspök | Carignano, 1942. október 23. (82 éves)          | püspökké szentelve: 1991. január 13., nyugállományban: 2018. január 19. |

## Szomszédos egyházmegyék
- Mondovì-i egyházmegye (délnyugat)
- Albai egyházmegye (nyugat)
- Asti egyházmegye (északnyugat)
- Alessandriai egyházmegye (északkelet)
- Tortonai egyházmegye (kelet)
- Genovai főegyházmegye (délkelet)
- Savona-Noli egyházmegye (dél)

## Fordítás
Ez a szócikk részben vagy egészben  a   Roman Catholic Diocese of Acqui című angol Wikipédia-szócikk fordításán alapul.  Az eredeti cikk szerkesztőit annak laptörténete sorolja fel. Ez a jelzés csupán a megfogalmazás eredetét és a szerzői jogokat jelzi, nem szolgál a cikkben szereplő információk forrásmegjelöléseként.